# Lamborghini Bravo
Lamborghini Bravo je konceptualni automobil koji je za tvrtku Lamborghini dizajnirala tvrtka Bertone. Automobil je predstavljen 1974.g. na Torinskom autosalonu.
Automobil je zamišljen kao zamjena za model Urraco.
Prototip je imao 3-litreni motor od 300 KS, pogon na zadnje kotače, te je prešao 64.000 km test vožnji prije nego što je pohranjen u muzej tvrtke Bertone. 
Model nije doživio proizvodnju, a mnoge značajke ovog modela nalaze na modelu Countach (npr. razmještaj prozora, dizajn kotača).

## Vanjske poveznice
- LamboCars.com - Lamborghini Bravo (engl.)  Arhivirana inačica izvorne stranice od 20. kolovoza 2014. (Wayback Machine)
- www.synlube.com - Lamborghini Bravo (engl.)